# Trochosa tenebrosa
Trochosa tenebrosa este o specie de păianjeni din genul Trochosa, familia Lycosidae, descrisă de Keyserling, 1877.
Este endemică în Columbia. Conform Catalogue of Life specia Trochosa tenebrosa nu are subspecii cunoscute.